# Рундич, Милан
Милан Ру́ндич (серб. Милан Рундић; 29 марта 1992, Белград, Социалистическая Федеративная Республика Югославия) — сербский футболист, защитник польского клуба «Ракув».

## Карьера

### Клубная карьера
Милан начал заниматься футболом в клубе «Колубара», за основной состав которого дебютировал 19 марта 2011 года во встрече Первой лиги с БАСКом. Защитник отыграл весь матч и отметился предупреждением. В своём первом сезоне Рундич провёл за «Колубару» 14 игр. 18 марта 2012 года забил свой первый и второй мячи в профессиональном футболе, причём оба провёл с пенальти".
В начале 2013 Милан перешёл в хорватский клуб «Интер» из Запрешича. Первый матч за новый клуб Рундич провёл 9 марта того же года, выйдя в стартовом составе на игру с «Риекой».
Летом 2013 года, проведя за команду из Запрешича всего 3 встречи, Милан вместе со своим одноклубником, Харисом Хайрадиновичем, подписал контракт с клубом «Тренчин». 28 июля 2013 года Рундич провёл первый матч в чемпионате Словакии. 17 июля 2014 года Милан дебютировал в еврокубках, выйдя на замену во встрече второго квалификационного раунда Лиги Европы против сербской «Войводины»
В 2015 году «Тренчин» стал обладателем Кубка Словакии. Милан провёл 6 матчей турнира, в том числе и финальную встречу против «Сеницы», в которой защитник реализовал послематчевый пенальти, ставший победным для его команды.

### Карьера в сборной
Милан провёл одну игру за молодёжную сборную Сербии. 29 мая 2014 года он принял участие в товарищеской встрече со сверстниками из Австрии.

## Достижения
«Тренчин»
- Обладатель Кубка Словакии: 2014/15

«Ракув»
- Чемпион Польши: 2022/23
- Обладатель Кубка Польши: 2021/22
- Обладатель Суперкубка Польши (2): 2021, 2022